# Erysiptila clevelandi
Erysiptila clevelandi är en fjärilsart som beskrevs av August Busck 1914. Erysiptila clevelandi ingår i släktet Erysiptila och i familjen Ethmiidae. Inga underarter finns listade i Catalogue of Life.